# Xia Mang
Mang was volgens de traditionele Chinese historiografie de negende heerser van de Xia-dynastie. Hij komt in de traditionele bronnen ook voor onder de naam 'Huang'. Hij was de zoon van Huai, de achtste heerser van de dynastie. Volgens de Bamboe-annalen regeerde hij 58 jaar. Vanaf zijn 33e regeringsjaar bevond zijn (?) residentie zich te Jin (晉, of Jinyang 晉陽?). In zijn 13e regeringsjaar ondernam hij een tocht oostwaarts richting zee. Daar werden grote vissen gevangen. Hij werd opgevolgd door zijn zoon Xie.